# (34872) 2001 UV2
(34872) 2001 UV2 est un astéroïde de la ceinture principale découvert en 2001.

## Description
(34872) 2001 UV2 a été découvert le 20 octobre 2001 à l'observatoire Farpoint, à Eskridge, dans l'État américain du Kansas, par Gary Hug.

### Caractéristiques orbitales
L'orbite de cet astéroïde est caractérisée par un demi-grand axe de 2,63 ua, un périhélie de 2,54 ua, une excentricité de 0,03 et une inclinaison de 13,28° par rapport à l'écliptique. Du fait de ces caractéristiques, à savoir un demi-grand axe compris entre 2 et 3,2 ua et un périhélie supérieur à 1,666 ua, il est classé, selon la JPL Small-Body Database, comme objet de la ceinture principale.

### Caractéristiques physiques
(34872) 2001 UV2 a une magnitude absolue (H) de 14,5 et un albédo estimé à 0,203.